# 津まつり
津まつり（つまつり）は津八幡宮の祭礼が起源で、三重県津市で毎年10月に行われる約400年の歴史を誇る伝統行事。津市の八幡町および大門、東丸之内など津市中心部を中心に神輿渡御や郷土芸能の巡行のほか、様々な催し物が市内各所で行われる。

## 概要
津まつりは津八幡宮の祭礼として代々受け継がれており、祭礼は10月第2月曜日のスポーツの日の前々日と前日に神輿渡御神事を、10月15日に例祭が行われている。神輿渡御神事が行われる日には、古くから伝わる「唐人踊り」「しゃご馬」「八幡獅子舞」「入江和歌囃子」など郷土芸能の巡行のほか、「高虎太鼓」や和船山車「安濃津丸」、平成10年から始まった「安濃津よさこい」などの演舞や展示、販売など様々な催し物が行われ、一般に津まつりとして古くから市民に親しまれている。
近年はよさこいが中心のまつりだと誤認している人もいるが、神輿の巡幸や「唐人踊り」「しゃご馬」「八幡獅子舞」「入江和歌囃子」など郷土芸能の巡行は昔から行われている祭礼行事であるのに対して、同時に津市中心部にて行われる安濃津よさこいや様々な展示、演舞などの催し物は津まつり実行委員会をはじめとした津市内の様々な団体が祭礼にあわせて企画した”イベント”であり、津八幡宮の祭礼として行われているものではない。
新型コロナウイルス感染症（COVID-19）の拡大により、2020年（令和2年）、2021年（令和3年）の津まつりは中止となったが、2022年（令和4年）は感染症対策のため、一部行事の縮小・中止や飲食可能箇所の限定などをした上で3年ぶりとなる10月8日（土）、9日（日）に津まつり（神輿渡御神事、郷土芸能巡行、その他催し）が、10月15日（土）に津八幡宮例祭が齋行された。

## 津八幡宮の祭礼

### 津八幡宮
津八幡宮は伊勢国に初めて建立された八幡宮と伝えられ、建武年間（1334年〜）に現在の京都府八幡市にある石清水八幡宮の御分霊を、千歳山（現在の垂水・石水博物館付近）に勧請されたことに始まる。その後、1632年（寛永9年）に津藩の二代目藩主である藤堂高次公によって現在の八幡町藤方にうつされ、同時に、津藩の初代藩主である藤堂高虎を開拓神として合祀し、鎮守神、総氏神として崇敬されるようになった。1635年（寛永12年）には、高次によって八幡町をはじめとする各町に祭礼を執り行うよう推奨・保護され、その祭礼は津まつりとして現在までおよそ400年間続いている。明治時代には津の街の氏神神社として、1873年（明治6年）に郷社、1907年（明治40年）に県社へ昇格して現在に至る。かつては「八幡神社」などと呼ばれていたが、現在は「津八幡宮」となっている。
津八幡宮は多くの木々に囲まれ、その木々は森を形成している。かつては現在の結城神社の境内を含む森全体が津八幡宮の境内であったが、のちに結城神社がその森の北側半分に造営され、現在では森の北側が結城神社、南側が津八幡宮となっている。
氏子町である八幡町は、津八幡宮から西へおよそ200 mほど離れたところに在り、南北に細長く、その中心となる通りは伊勢街道となっており、地元では「八幡通り」と呼ばれている。津八幡宮も住所は八幡町だが、氏子町の八幡町からは離れており、八幡町の飛び地住所となっている。

#### 祭神
- 藤堂高虎
- 応神天皇
- 神功皇后
- 住吉大神[3]

### 津八幡宮 例大祭
津八幡宮では、スポーツの日の前々日と前日に神輿渡御神事を、10月15日に例祭が行われており、この一連の行事が津八幡宮例大祭である。神輿渡御神事が行われる日には、郷土芸能の巡行も行われると同時に、津市中心部では様々な行事が行われ、一般的に津まつりとして古くから市民に親しまれている。

### 津まつりの始まり
津まつりは元来、「八幡神社祭礼」と呼ばれたお祭りで、1635年（寛永12年）に始まった八幡神社（現在の津八幡宮）の祭礼が起源であり、今日まで約400年に渡って伝わっている。八幡神社祭礼は、津藩の2代目藩主である藤堂高次が、1632年（寛永9年）に千歳山（現在の垂水）に祀られていた八幡宮を現在の地（八幡町藤方）に遷し、八幡宮を津のまちの総氏神に定め、奉仕のために八幡町をつくった。その後、八幡町をはじめ、各町に祭礼を執り行うよう推奨・保護したのが始まりとされている。
1635年（寛永12年）には、毎年祭礼が行われるようにと、高次は八幡宮に銀子10貫目を寄付している。これは、町人に貸し出され、その利息金を祭礼の費用にあてるようにした。このように、八幡宮の祭礼は藩によって奨励、保護されたため年々盛大になり、各町は競って趣向をこらし、華やかな山車や行列を繰り出した。その様子は、京都の祇園祭や江戸の山王祭にも劣らないほどと藩士山中為綱が記録に残している。

### 現在の津まつり
神輿渡御神事が行われる日には、郷土芸能の巡行のほか、津市中心部では様々な行事が行われ、一般的に津まつりとして古くから市民に親しまれている。以下、スポーツの日の前々日を「一日目」、その翌日を「二日目」とする。また、「じゅんこう」の字は、神輿を「巡幸」、郷土芸能を「巡行」を使用し、神輿と郷土芸能の双方を示す時は「巡幸（巡行）」もしくは「巡行（巡幸）」と表記する。

#### 一日目
朝7時30分より津八幡宮にて神幸祭が行われ、御殿から神輿へ御霊が遷される。その後、9時より郷土芸能がお祓いを受け、境内にて奉納演舞を行う。奉納演舞を終えた郷土芸能は順次、伊勢街道を通って津市中心部へ向けて出発する。
途中、八幡町からエンマ堂前まで続く伊勢街道では、順に隊列をなして郷土芸能の巡行が行われ、各芸能は津市中心部へ向かう。
郷土芸能が奉納演舞を行い、津八幡宮を出発したあと、境内では津八幡宮の舞姫と子ども獅子舞が奉納され、10時に神輿が津八幡宮を発輿する。郷土芸能が巡行し、続いて神輿が巡幸する様子は、津まつり初期を伝える古文書や絵巻物などにも描かれており、江戸時代から続く津の街の文化、伝統を今に伝えている。
津八幡宮から伊勢街道を経た郷土芸能や神輿巡幸行列は、大門や丸之内など氏子のまちを巡行する。

##### 奉納演舞・八幡町巡行の順
- 元気玉太鼓（津商工会議所 青年部）
- しゃご馬（津しゃご馬保存会）
- 津高虎太鼓 華乃津会
- 津青年会議所 高虎太鼓[注釈 2][5]
- 分部町唐人踊り（分部町唐人踊保存会）
- 八幡獅子舞（津民芸保存会）

#### 二日目
前日から引き続き、各郷土芸能や津八幡宮の神輿は氏子のまちを巡行（巡幸）する。この日は午前より津まつり大パレードが行われ、津地方裁判所前から津中央郵便局前を経由し、三重会館前交差点から国道23号線を南進して松菱前へ至るコースと様々な団体が通過する。郷土芸能は大パレードの終盤（昼過ぎ）に巡行を行い、大パレードの最後には三重会館前交差点から合流した津八幡宮の神輿が松菱前まで巡幸する。その後、夕方からはフェニックス会場にて津・郷土芸能の集いが行われ、祭礼における郷土芸能の他、白塚や美杉など津市内の他の地域における祭礼などで伝わる芸能が一同に会して演舞を行う。そのころ、神輿は津八幡宮へ還御する。

### 津八幡宮 神輿渡御神事
津八幡宮では、10月15日の例祭に合わせて神輿渡御神事が行われる。
かつては、例祭に合わせて毎年10月15日から18日まで神輿渡御を行っていたが、現在はスポーツの日の三連休に行われる津まつりと同時に神輿の渡御を行っている。渡御とは、御霊を遷した神輿が氏子の家々を練り歩き（巡幸）、神輿を御旅所に奉安し、地域の繁栄や人々の安寧と加護を願うこと。
この神輿の渡御における行列は、大榊、石笛社、舞姫、子ども獅子舞、子ども神輿、大人神輿の順に構成され、100メートルから200メートルほどの長い行列となる。
津まつり一日目午前の八幡町内と二日目午後の津まつり大パレードでは、しゃご馬、唐人踊り、八幡獅子舞など郷土芸能とともに隊列をなして通りを巡幸し、江戸時代から残る時代絵巻さながらの光景が現在でも見られる。

#### 一日目
しゃご馬、唐人踊り、八幡獅子舞などの郷土芸能に続き、神輿が津八幡宮を発輿（出発）する。午前は八幡町内を、午後は大門や東丸之内などの家々を練り歩き、同日夜に津観音横の御旅所に着輿（到着）する。

#### 二日目
午前は北丸之内や大門などを練り歩き、午後は津まつり大パレードを経て帰路につき、八幡町内を威勢よく練りながら、夜には津八幡宮へと還御する。

### 津八幡宮 例祭
例祭は春の祈年祭（2月）、秋の新嘗祭（11月）と合わせて行われる大祭の一つで、その中で最も重要な祭儀である。津八幡宮では、10月15日に例祭が行われる。

### 津八幡宮の祭礼における郷土芸能
津まつり当日は、祭礼当初から登場するしゃご馬、唐人踊り、八幡獅子舞などの郷土芸能が津八幡宮でお祓いを受け、神輿とともに八幡町内を経て津市中心部へと繰り出す。この様子は、津まつり初期を伝える古文書や絵巻物などにも描かれており、祭礼が行われるようになってから400年近くが経った現在でも少しずつ形を変えながら受け継がれている。
本稿で記述するものの他にも古くより津の祭礼に縁があり、津市内には市内各所それぞれの地で伝わる様々な芸能があり現在まで受け継がれており、近年では津まつりでも演舞を披露している。これらの芸能を伝える各団体は津郷土芸能連絡協議会に所属し、伝統と文化継承を行っている。ここでは津八幡宮より巡行を行う芸能のみを記載する。

#### 元気玉太鼓 [津商工会議所 青年部]
江戸時代に疫病退散を願って作られた玉山車は、第二次世界大戦で姿を消すまで西町（現；津市中央）の人々により守られ、まつり行列の先頭を務めてきた。山車は戦災で焼失したが、西町自治会が1976年（昭和51年）に復活させ、平成元年まで続けられた。その後、少子高齢化により休止したが、平成10年（1998年）に津商工会議所青年部が現代の疫病である「不景気」の退散を願い、「元気玉」として再復活させた。現在では、かつての玉山車の伝統を受け継ぎ、津八幡宮より祭礼行列の先頭を一番山車として務め、市内の巡行を行っている。
現在の元気玉太鼓は、津YEGの現役およびOBによる「おはやし隊」と、有志の人々による「元気玉協力会」により構成されており、津まつりでは山車を曳き、うちわ太鼓を叩いて氏子町を巡行する。
新型コロナウイルス感染症(COVID-19)がまん延した2020年（令和2年）には、津の名所である津城跡（お城公園）や津観音、津ヨットハーバーにて撮影した動画を、疫病退散を願ってYouTubeにて配信しており、現在でも閲覧することが可能。

#### しゃご馬 [津しゃご馬保存会]
津まつりが始まった江戸時代初期に行われるようになったとされている、津市を代表する郷土芸能の一つ。怖い顔をしたしゃご馬が、ほら貝や陣太鼓、錫棒に合わせて踊り、市内を駆け回って、時に子どもを泣かせる姿は津まつりの風物詩となっている。
起源については諸説あるが、一説によると、萱町（現在の万町）の出し物「石引」の先達として出現したとされている。1656年（明暦2年）に山中為綱が完成させた、伊勢国に関する最も古い地誌である『勢陽雑記』には当時の祭礼行列の次第が記されている。その中で、行列の3番目に「かや町 石ひき」があり、その一文に「籠馬乗二人」と記されている。この「籠馬」が現在のしゃご馬であり、しゃご馬が祭礼の始まりと同時期に登場していたことをうかがい知ることができる。
元々は魔除けとして神輿や行列の前後を駆け回るだけであったが、明治時代に入ると2〜3の町で独立した出し物となった。明治末期から1939年（昭和14年）頃までは、中茶屋（現在の栄町一丁目）、新魚町（現在の東丸之内）、堀川町（現在の東丸之内）に受け継がれていたが、第二次世界大戦末期の1945年（昭和20年）7月の空襲で、戦前の衣装や道具類は他の多くの出し物と同じように焼失してしまい、しばらくの間は中断した。明治時代までは、津市近郊の一部の村落で羯鼓踊（かっこおどり）や神輿のさきぶれとしても、しゃご馬と似た芸能が見られたそうだが、現在は津市で見られるのみで、貴重な存在となっている。
戦後、1970年（昭和45年）に復活し、1997年（平成9年）に津市指定無形民俗文化財に指定され、現在では津しゃご馬保存会により受け継がれている。
しゃご馬の衣装は、江戸時代には袖鎧を着た立派な騎馬武者姿だったようだが、明治から昭和初期には鎖帷子風の刺し子襦袢を着た姿となり、現在では陣羽織を着用するのみと、時代が進むにつれて軽装になってきている。
津まつり当日は、陣羽織に怖いお面と馬の胴を着けて市内を走り回り、時に子どもを泣かせる姿は津まつりの風物詩となっており、津の子どもたちにとっては恐怖の存在であると同時に、しゃご馬に追いかけ泣かされることで厄が払われ、強く成長していく。
かつては神輿の先達として神輿や行列の前後を駆け回っていたようだが、現在では独立した出し物として、ほら貝や陣太鼓、錫棒に合わせて氏子宅の前で踊り、氏子町を練り歩く。
しゃご馬の発想は、戦へ出陣の際に騎馬の鎧武者が殿の御前で勇壮に舞う姿を真似たものと考えられている。また、しゃご馬の名は、頭に付ける赤毛のかつら「しゃぐま」、もしくはかごで作った「かご馬」がなまって「しゃご馬」になったとされる衣装や道具類に起因する説や、しゃご馬が舞う際に聞こえてくる「しゃんしゃん」という音に起因する説、「社護馬」を由来とする説など、様々な説が考えられている。

#### 津高虎太鼓
津青年会議所 高虎太鼓
1973年（昭和48年）に津青年会議所創立二十周年記念事業として創設され、現在は現役とOB会員により構成されている。
津まつりでは、「笑顔であいさつ、心のふれあい」をスローガンに、津八幡宮から巡行を行い、津市中心部での練り歩きのほか、津まつりの会場の1つである「フェニックス会場（西）〜JC会場〜」を設営・運営しており、津まつりを盛り上げている。
津高虎太鼓 華乃津会
1992年（平成4年）12月に発足し、津を代表する高虎太鼓の傘下に入って、現在では約30名の女性会員で構成されている。津まつりでは見目麗しく清らかで力強い太鼓演奏を行い、津青年会議所の山車とともに津八幡宮より巡行を行うほか、各会場で演奏する。

#### 分部町唐人踊り [分部町唐人踊保存会]
分部町唐人踊り（以下、唐人踊り）は、祭礼が始まってすぐの1636年（寛永13年）に分部町（現在の東丸之内）の出し物として行われるようになったのが起源とされている。江戸時代の朝鮮通信使をまねたものとされ、現在では津まつりの花形として人気も高く、津市を代表する郷土芸能の一つとなっている。この唐人踊りの「唐人」とは、現在の中国や朝鮮半島の人々だけではなく、広く外国人を指していると考えられており、朝鮮通信使など外国人の行列を見た当時の人々が、様々な場面を取り入れて”異国風”の行列を催したものと考えられる。
1656年（明暦2年）に山中為綱が完成させた、伊勢国に関する最も古い地誌である『勢陽雑記』には当時の祭礼行列の次第が記されている。その中に「六番分部町 唐人」とあり、当時の唐人行列の様子をうかがい知ることができる。当時の唐人行列は、100人以上の人々が参加して行われており、現在の数倍もある大規模な行列だった。しかし、当時の唐人行列には現在のような踊りはなく、衣装も現在と異なるようである。嘉永年間（1848年〜1854年）には、唐人行列の持ち物に旗や幟、楽器が持たれるようになったようで、少しずつ現在のすがたに近づいている。
やがて幕末にかけて他の町の出し物は大きく変化したり、中には途絶えたりするものもあった。明治時代に入ると、からくり人形の豪華な山車や芸妓踊りなどが多くなる中で、唐人踊りは明治、大正、昭和と続けられた。しかし、第二次世界大戦末期の1945年（昭和20年）7月の空襲で、大幟以外の装束や面などが焼失し、しばらくの間は中断した。戦後、1956年（昭和31年）に分部町唐人踊保存会が発足し、焼失した装束や面などが復元され、唐人踊りが復活した。
1997年（平成9年）には三重県無形民俗文化財に指定され、津市だけでなく三重県の財産にもなり、現在まで受け継がれている。
現在の唐人踊りの行列は、町印の車を先頭に、大旗（昇り龍）、清道旗、ラッパ、踊り、笛、鉦、大太鼓、小太鼓、令旗、大将、傘持ち、中官、ささら、清道旗、大旗（降り龍）の順に構成されている。 津まつりでは、雅楽の越天楽を基調にした「道ばやし」とともに巡行し、津八幡宮の氏子の家々で笛や太鼓の音に併せて「歓喜の踊り」を舞う。
唐人は、赤や白、黄色と鮮やかなロッペと呼ばれる衣装を着用する。お面は、踊る人、ラッパや笛を吹く人など、それぞれ役割によって表情が異なり、その多彩な表情は喜怒哀楽を表しているとされている。
朝鮮通信使を由来として現在でも伝承する芸能は他に、毎年4月に須賀社の牛頭天王春祭（三重県鈴鹿市東玉垣町）で行われる唐人おどりと、毎年10月に牛窓神社の牛窓秋祭り（岡山県瀬戸内市牛窓町）で行われる唐子踊のみとされている。このうち、実際に朝鮮通信使が通過したとされる地域は岡山県瀬戸内市のみで、なぜ朝鮮通信使が通過していない津市と鈴鹿市にこうした芸能が残っているのか、理由は定かではない。しかし、いずれの唐人（唐子）踊りも今日まで多くの人々に親しまれ、津市の唐人踊りでは津まつりの花形として受け継がれている。

#### 八幡獅子舞
祭礼当初から受け継がれている津市を代表する郷土芸能の一つで、寛永年間（1624年〜1644年）に神輿の先達として雄獅子と雌獅子が行列に加わったのがそのはじまりとされている。獅子舞は全国各地に多く存在し、日本のお祭りでは最も多くみられる芸能の一つとなっているが、その中でも、八幡獅子舞は金の獅子頭に白い胴体と他の獅子舞では見られない珍しい獅子で、八幡獅子舞の特徴の一つとなっている。
かつては正月15日に舞う格式を持ち、江戸時代の終わりまで受け継がれていた。明和年間（1764年〜1772年）には鈴鹿・郡山の獅子舞が津城で正月11日に舞ったと記録されており、この鈴鹿・郡山の獅子舞より舞い方を学び、八幡の雄獅子、雌獅子が舞ったとされている。その後、一時衰微したが、1898年（明治31年）に復活し、再び鈴鹿・郡山から学び、大正初期まで秋の祭礼後40日の間、氏子各町を舞い続けた。第二次世界大戦末期の1945年（昭和20年）7月の空襲でその当時の獅子や道具類が焼失してしまい、しばらくの間は中断したものの、戦後、1966年（昭和41年）に津民芸保存会が結成され、入江和歌囃子とともに同保存会によって八幡獅子舞が復活され、継承されるようになった。2005年（平成17年）に津市指定無形民俗文化財に指定された。
かつての獅子頭は、藤堂高虎が伊予より津へ移封された際に、かつて舞われた観音獅子の獅子頭とともに持参したものとも言われている。また、藩政時代にはうるう年にその兄弟獅子が伊予より津を訪れ、舞ったとも言われている。
観音獅子は額に角を生やしたやさしく赤い獅子だったが、八幡の雄獅子は額に玉をいただき厳めしい金の獅子で、観音獅子とは対照的であったと伝えられている。また、八幡獅子の獅子頭は雄獅子の鼻皺が三段、雌獅子は二段であったとされ、椿の木でつくられており、5貫目（約18.75kg）もあるとても重いもので、口歯をがたがたとしかできず“八幡のがたがた獅子”とも言われていた。明治時代に復活した際には、獅子頭の中をくり抜き、軽くして舞いやすくしたが、1945年（昭和20年）7月の空襲で焼失してしまった。
津まつりでは、津八幡宮より氏子町を山車とともに巡行し、門舞と本舞を披露している。八幡町の巡行や津まつり大パレードでは、他の郷土芸能に続いて津八幡宮の神輿の1つ前を巡行し、かつて神輿の先達として舞われていた名残を残している。
現在の八幡獅子舞は、津民芸保存会により受け継がれており、津まつりでの巡行のほか、毎年1月1日に行われる津八幡宮の歳旦祭にて舞が奉納されている。

#### 入江和歌囃子 [津民芸保存会]
入江和歌囃子は、山車の上でひょっとこが釣り踊りを披露する。ひょっとこの面は平凡な庶民を、煙草の所作は藤堂高虎が津へ入封して煙草栽培を推奨したことを表わしているとされており、伊勢の海の幸を喜び祝う様を釣り踊りとして表現している。
明治時代中期に、津藩士であった小野寺豊吉が入江町（現在の大門）に伝わる踊り囃子に神田囃子（馬鹿囃子）の面白さを加味し、明治中期に入江和歌囃子を完成させた。馬鹿囃子よりも神楽本来の姿に帰っているといわれ、このお囃子に合わせて山車の上で鯛を釣り上げる。あやつり屋台（山車）が多かった戦前の津まつりでは、山車の上で鯛を釣り上げる踊りは異彩を放つ存在であった。大正時代に入り、笛の名手とうたわれた入江町の石田栄一が入江和歌囃子を継ぎ、1915年（大正4年）の大正天皇即位の際には、御大典の出し物として参加した。
他の出し物と同じく戦災で一時中断したが、1966年（昭和41年）に津民芸保存会が結成され、八幡獅子舞とともに同保存会によって入江和歌囃子が復活、継承されるようになった。2014年（平成26年）に津市指定無形民俗文化財に指定された。
現在の入江和歌囃子は、1966年（昭和41年）に結成された津民芸保存会により受け継がれており、津まつりでの巡行のほか、毎年1月1日に行われる津八幡宮の歳旦祭にて演舞が奉納されている。

#### 市内各地で伝わる芸能（上記以外）
津市東部
津地域
- 伊勢津太鼓 [伊勢津太鼓保存会]
- 伊予町山車 [伊予町青壮年会]
- 津音頭 [津音頭保存会]
- 巨大龍踊り [町屋百人衆]（津市栗真町屋町）
- 白塚獅子舞 [白塚獅子舞保存会]（津市白塚町）

津市中部
美里地域
- 美里龍神太鼓 [美里龍神太鼓]

久居地域
- 榊原湯の瀬太鼓 [榊原湯の瀬太鼓]

津市南部
美杉地域
- 美杉連山のろし太鼓 [美杉連山のろし太鼓保存会]

## 津まつりの歴史
津まつりのこれまでの歴史について概略を示す。
江戸時代
- 1632年（寛永9年） - 藤堂高次が、千歳山（現在の垂水）に祀られていた八幡宮を現在の地（八幡町藤方）に移し、八幡宮を津の町の総氏神に定め、奉仕のために八幡町を新設。
- 1635年（寛永12年） - 毎年祭礼が行われるようにと、藤堂高次が八幡宮に銀子10貫目を寄付し、津まつりがはじまる。
- 江戸時代前期 - 8月9日に神輿が津八幡宮より八幡町の御旅所へ遷り、15日に神輿や行列を齋行し7日間にわたって行われた。
- 江戸時代後期 - 8月15日に藩主の名代として加判奉行が津城の京口門を出て、八幡町にある御旅所に向かった。これを合図にして、真榊（まさかき）・太鼓を先頭に各町の練り物行列、津町年寄伊藤又五郎、神輿行列、八幡宮の神主が氏子らとともに町を巡行した。この祭礼行列の一行は、津八幡宮境内で一巡した後、再び京口門まで戻り、午後からは城内に練り込んだ。城内を内堀沿いに一周した一行は、城を出て町内を練り歩いた。当時の祭礼行列は、初期の頃には大名行列や仙人、山伏の真似など「もの真似」が多かったのが、後期になると曳き屋台や釣り屋台を連ねた山車行列が主流になった。

明治時代
- 明治 - 政府の神仏分離令や廃仏毀釈などにより、祭りが一時中止されることもあった。それにともない江戸時代の盛大さは少し失われたが、明治時代以降、各町の出し物は大きくなり、からくり人形の豪華な山車や芸妓踊りなどが主流になった。

大正時代
- 大正 - 日程が旧暦の8月15日から10月17日、18日に変更された。10月15日に神輿が津八幡宮を出発し、橋内の御旅所に着輿。17日と18日に氏子町を練って、18日夕方には岩田橋北詰で氏子各町が高張提灯で見送った。大正時代は各町の行列がせり上げ式の山車に仮屋台の囃子方をともなう出し物に変わり、最も華やかな時であったと考えられる。また、商店街もまつり当日は、全ての店を閉めてまつりに参加したため、津観音境内はたくさんの露店で賑わった。

昭和時代
- 第二次世界大戦（太平洋戦争）中（昭和16年〜昭和20年ごろ） - まつりはすべて中止となった。市街地の被災は激しく、各町の山車や屋台はすべて焼失。津八幡宮の神輿も被災し、焼失した。
- 昭和20年代〜昭和30年代 - 戦争で焼失した各町の山車や屋台、神輿が少しずつ復活する。現在の津八幡宮の神輿は、この時に造られたもの。
- 1966年（昭和41年） - 津民芸保存会が発足
- 1980年（昭和55年）まで - 通常は市の中心部から離れたところ（八幡町藤方）に御神体があるので、年に一度は市の中心に御神体を持ってきて（戦前も同理由）みんなが祝おうと、9日に御旅所へ遷し、11日に還御していた。
- 1981年（昭和56年）〜1989年（平成元年） - まつりの日程がかつて行われていた10月15日〜18日になる。

平成時代
- 1990年（平成2年） - まつりの日程が、10月9日〜11日に変更となった。西町自治会による玉山車が少子高齢化により休止となる。
- 1991年（平成3年） - ふるさと創生事業で日本最大級の山車となる和船山車「安濃津丸」が建造された。
- 1992年（平成4年） - 津高虎太鼓 華乃津会発足する。
- 1998年（平成10年） - 津商工会議所が元気玉太鼓を復活させる。津青年会議所が主体となって「よさこいソーラン」が開催され、のちの安濃津よさこいとなる。
- 1999年（平成11年） - まつりの日程が、10月9日〜10日に変更となった。津青年会議所によるよさこいが「安濃津よさこい」として初めて開催される。
- 2000年（平成12年） - 国民の祝日に関する法律の改正（3連休化）により、まつりの日程が「体育の日」の前日と前々日に変更された。
- 2003年（平成15年） - 津まつりの会場として津駅前会場、津新町通り会場の2会場が増設された。
- 2009年（平成21年） - 津まつり開催前日の金曜日に、津まつり前夜祭が開催されるようになった。
- 2014年（平成26年） - 津まつりの会場として観音公園会場の1会場が増設された。

### 近年の日程
平成
- 2016年（平成28年） - 10月8日（土）、9日（日）津まつり / 10月15日（土）例祭
- 2017年（平成29年） - 10月7日（土）、8日（日）津まつり / 10月15日（日）例祭
- 2018年（平成30年） - 10月6日（土）、7日（日）津まつり / 10月15日（月）例祭

令和
- 2019年（令和元年） - 10月13日（日）津まつり / 10月15日（火）例祭

台風第19号接近のため、12日の行事は全て中止された。
- 2020年（令和2年） - 10月15日（木）例祭
- 2021年（令和3年） - 10月15日（金）例祭

新型コロナウイルス(COVID-19)の感染拡大防止の観点から、2020年（令和2年）と2021年（令和3年）の津まつりは中止、例祭は神職のみで齋行された。
- 2022年（令和4年） - 10月8日（土）、9日（日）津まつり / 10月15日（土）例祭
- 2023年（令和5年） - 10月7日（土）、8日（日）津まつり / 10月15日（日）例祭
- 2024年（令和6年） - 10月12日（土）、13日（日）津まつり / 10月15日（火）例祭

## オンライン津まつり
新型コロナウイルス（COVID-19）の感染拡大防止の観点から津まつりが中止となった2020年（令和2年）、2021年（令和3年）には、津まつり実行委員会によりオンライン津まつりが実施され、参加各団体が事前に撮影・編集した動画をYouTubeにアップロードし、津まつりホームページ上でその動画閲覧できるようにした。

### 実施期間
- 2020年（令和2年） - 10月10日（土）〜31日（土）
- 2021年（令和3年） - 10月9日（土）〜30日（土）

## 津まつりのみどころ

### 津八幡宮の祭礼

#### 郷土芸能 津八幡宮参拝・奉納演舞
津まつり一日目の津八幡宮では、朝7時30分より津八幡宮では神幸祭が行われ、御殿から神輿へ御霊が遷される。同時に、境内では郷土芸能を継承する各団体が続々と集まってくる。そして9時より境内にて郷土芸能がお祓いを受け、順に奉納演舞を行う。奉納演舞では御霊を遷した神輿の前でしゃご馬や唐人踊り、八幡獅子舞などが演舞を奉納する。 

#### 八幡町巡行（巡幸）
奉納演舞が終わると各郷土芸能は参道入口の大鳥居前より山車や行列を繰り出して、八幡町などを練り歩きながら津市中心部へ向かう。また、その最後に津八幡宮の神輿巡幸行列が続く。この祭礼行列は古くから祭礼行列の先頭を務めてきた玉山車を受け継ぐ元気玉太鼓の山車を先頭にしゃご馬、高虎太鼓、唐人踊り、八幡獅子舞と続き、その最後に津八幡宮の神輿が続く。
途中、八幡町からエンマ堂まで続く八幡通り（伊勢街道）では郷土芸能と神輿が順に隊列をなして巡行（巡幸）する。この様子は津まつり初期を伝える古文書や絵巻物などにも描かれており、江戸時代から変わらぬ風景が現在でも見られる。

### 市民総踊り
一日目の夜にフェニックス会場にて行われる。昭和43年以降の津まつりで毎年行われており、現在では津まつりの恒例行事となっている。市内外の企業やグループなど、多くの団体が参加し、「津音頭」、「高虎音頭」、「津のまち音頭」を踊る。 

### 津まつり大パレード
大パレードは、津まつり最大かつ一番の目玉となる催し物で、二日目の午前から夕方にかけて行われる。パレードコースは津地方裁判所前から津中央郵便局前を経由し、三重会館前交差点から国道23号線を南進して松菱前へと至る。
パレードの前半は安濃津よさこいや市内中学校吹奏楽部によるブラスバンド、市内幼稚園や保育園によるみこしなどがある。終盤はしゃご馬や唐人踊り、八幡獅子舞など郷土芸能が続き、パレードの最後に津八幡宮の神輿が三重会館前より合流する。
パレード終盤における郷土芸能や津八幡宮の神輿が順に隊列をなして巡行（巡幸）する様子は江戸時代に描かれた絵巻物さながらの光景で、大パレード一番の見どころである。

### 津・郷土芸能の集い
二日目の夕方にフェニックス会場にて行われ、津郷土芸能連絡協議会に所属している15団体と安濃津よさこいの代表チームが演舞を披露する。
津・郷土芸能の集いではしゃご馬や唐人踊り、八幡獅子舞、津高虎太鼓など古くから津まつりの出し物として親しまれている芸能から巨大龍踊りや白塚獅子舞など、津市内各所それぞれの地域で地域の発展、文化の振興、地区の神事などで受け継がれる芸能が演舞を披露する。

## 津まつりの会場
A) お城西公園会場・津リージョンプラザ会場
お城西公園会場ではお城西公園の噴水上に特設ステージを設け、安濃津よさこいなどの演舞が行われる。このステージは、安濃津よさこいのメインステージとなっており、当日は三重テレビによる生中継も行われる。また、津リージョンプラザやメインステージ周辺では、ご当地グルメなどの物販が行われる。
B) お城公園会場
かつて津城の天守閣などがあった津城跡に設置されており、津まつり2日目にフリーマーケットや手筒花火が行われる。
C) 三重弁護士会館前会場
三重弁護士会館の南側と東側の道路に設置されており、地域のPRや体験型のブースなどが設置されます。
D) 裁判所前会場
津地方裁判所前に設置されている会場。フェニックス通りから西へ津IC方面に延びる県道42号線の道路上に設置され、二日間を通して安濃津よさこいなどの演舞が行われる。また、二日目の津まつり大パレードの起点であり、当会場より安濃津よさこいやブラスバンド、郷土芸能が松菱前までパレードを行う。
E) 津中央郵便局前会場
津中央郵便局前の県道42号線に設置されている会場で、「D) 裁判所前会場」の東側の会場。二日間通して郷土芸能や安濃津よさこいの演舞が行われます。二日目の津まつり大パレードでは、「D) 裁判所前会場」を発した郷土芸能や安濃津よさこいが当会場を経由し、国道23号線へと進む。
F) フェニックス会場（西）〜JC会場〜
フェニックス通りの西側に設置された会場で、JC（津青年会議所）により運営されている。当会場では、二日間を通して高虎太鼓をはじめとする郷土芸能の演舞など、様々な催し物が行われる。
G) フェニックス会場
フェニックス通り駐車場前の交差点から大門大通り商店街との交差点までのフェニックス通り内に設置されている会場で、その西側の「F) フェニックス会場（西）〜JC会場〜」と、東側を「H) フェニックス会場（東）〜YEG祭会場〜」の間に設置されている。当会場では、大門大通り商店街前に設置された練受所にて、二日間を通して様々な演舞が行われ、二日目夜の津・郷土芸能の集いはこの練受所にて行われる。また、一日目夜の市民総踊りは当会場を広く使って行われるなど、古くから津まつりの会場として賑わっている。
H) フェニックス会場（東）〜YEG祭会場〜
フェニックス通りの東側に設置された会場で、津YEG（津商工会議所青年部）により運営されている。当会場では、元気玉太鼓の演舞のほか、市内各団体の演舞の披露のほか、体験ブースや飲食物などの物販が行われる。
I) 観音公園会場
津観音東側に設置されている会場で、当会場は平成26年（2014年）に設置された最も新しい会場である。二日間を通してライブステージや物販が行われる。
J) 津新町通り会場
津市役所西側の道路で、津新町通り（市道 東丸之内殿村線）との交差点北側に設置されている会場。「K) 津駅前会場」とともに平成15年（2003年）に設置された、津まつり会場の中でも新しい会場。また、令和4年（2022年）に中部電力パワーグリッド三重支社前から設置場所が変更された。当会場では、二日目に安濃津よさこいの演舞などが行われる。
K) 津駅前会場
津駅東口のロータリー内に設置された会場で、「K) 津新町通り会場」とともに平成15年（2003年）に設置された、津まつり会場の中でも新しい会場。二日目に、安濃津よさこいなどの演舞が行われる。

## アクセス
|                                                                    | 最寄り   | 最寄り         | 最寄り             | 下車後       | 下車後         | 下車後     |
| 会場                                                               | 駅（JR） | 駅（近鉄）     | バス停             | 駅（JR）より | 駅（近鉄）より | バス停より |
| ------------------------------------------------------------------ | -------- | -------------- | ------------------ | ------------ | -------------- | ---------- |
| 津八幡宮                                                           | 阿漕     | 津新町・南が丘 | 結城神社前・藤枝口 | 徒歩20分     | 津駅よりバス   | 徒歩3分    |
| A) お城西公園会場・津リージョンプラザ会場                          | 津       | 津新町         | 三重会館前         | バス乗換     | 徒歩10分       | 徒歩5分    |
| B) お城公園会場                                                    | 津       | 津新町         | 三重会館前         | バス乗換     | 徒歩15分       | 徒歩3分    |
| C) 三重弁護士会館前会場                                            | 津       | 津新町         | 三重会館前         | バス乗換     | 徒歩15分       | 徒歩1分    |
| D) 裁判所前会場                                                    | 津       | 津新町         | 三重会館前         | バス乗換     | 徒歩15分       | 徒歩3分    |
| E) 津中央郵便局前会場                                              | 津       | 津新町         | 三重会館前         | バス乗換     | 徒歩20分       | 徒歩1分    |
| F) フェニックス会場（西）〜JC会場〜                                | 津       | 津新町         | 三重会館前         | バス乗換     | 徒歩20分       | 徒歩1分    |
| G) フェニックス会場                                                | 津       | 津新町         | 三重会館前         | バス乗換     | 徒歩20分       | 徒歩3分    |
| H) フェニックス会場（東）〜YEG祭会場〜                             | 津       | 津新町         | 三重会館前         | バス乗換     | 徒歩25分       | 徒歩5分    |
| I) 観音公園会場                                                    | 津       | 津新町         | 中町・三重会館前   | バス乗換     | 徒歩25分       | 徒歩5分    |
| J) 津新町通り会場                                                  | 津       | 津新町         | 岩田橋             | 近鉄乗換     | 徒歩10分       | 徒歩5分    |
| K) 津駅前会場                                                      | 津       | 津             | 津駅前             | 徒歩1分      | 徒歩1分        | 徒歩1分    |
| JR …… 東海旅客鉄道（JR東海） 近鉄 …… 近畿日本鉄道 バス …… 三重交通 |          |                |                    |              |                |            |

## 津郷土芸能連絡協議会
平成15年（2003年）に設立された津郷土芸能連絡協議会では、津市内各地で地域の発展、文化の振興、地区の神事などで受け継がれている芸能を保存・継承する18団体が所属し、活動を行っている。